# Liste der Einträge im National Register of Historic Places im Union County (Mississippi)

Lage des Union Countys in Mississippi

Die Liste der Einträge im National Register of Historic Places im Union County in Mississippi führt die Bauwerke und historischen Stätten im Union County auf, die in das National Register of Historic Places aufgenommen wurden.
| [ 2 ] | Name                                  | Bild                                  | Eintragsdatum        | Lage | Ort        | Beschreibung |
| ----- | ------------------------------------- | ------------------------------------- | -------------------- | --- | ---------- | ------------ |
| 1     | Ingomar Mound                         | Ingomar Mound                         | 1978 ID-Nr. 78001632 | Adresse nicht veröffentlicht | Ingomar    |              |
| 2     | New Albany Downtown Historic District | New Albany Downtown Historic District | 1996 ID-Nr. 96001266 | Abgegrenzt durch West Main Street, East Main Street, Camp Street und die Gleise der früheren St. Louis – San Francisco Railway 34° 29′ 38″ N, 89° 0′ 31″ W | New Albany |              |
| 3     | Union County Courthouse               | Union County Courthouse               | 1990 ID-Nr. 90001222 | Bankhead Street zwischen Court Avenue und Camp Avenue 34° 29′ 33″ N, 89° 0′ 26″ W                                                                          | New Albany |              |